# Enric Duran
Enric Durán Giralt (Villanueva y Geltrú, Barcelona; 1976) es un exprofesor de tenis de mesa y estafador español, conocido como Robin Bank o Robin de los Bancos, —ambos sobrenombres en alusión comparativa con el personaje Robin Hood—, a partir de conocerse que había obtenido casi medio millón de euros en créditos que se negó a devolver. Es el promotor de la Cooperativa Integral Catalana y, desde 2014, de FairCoop.
El 17 de septiembre de 2008 Enric Durán anunció a través de una revista autoeditada llamada Crisis que valiéndose de una nómina falsa y un oficio ficticio, así como de dos empresas fantasmas, había conseguido préstamos de varias entidades financieras hasta un total de 492.000 €. Declaró que no devolvería el dinero y que lo invertiría o entregaría para financiar diversas iniciativas —una de ellas, la edición de la publicación—.

Según sus palabras: 
«He robado 492 mil euros a quienes más nos roban para denunciarlos y construir alternativas de la sociedad» 
También explicó en la revista que había huido del país.

## Los objetivos
Mediante esta «expropiación» Enric Duran persiguió varios objetivos: crear un debate en torno al sistema financiero y más en general el sistema capitalista actual; promover la multiplicación de acciones de protesta contra éste; y financiar los movimientos sociales que intentan cambiar la realidad social según estos parámetros.
El sobrenombre de Robin Banks lo recibió por su afirmación de que la práctica totalidad del dinero ha sido donado a organizaciones sociales,[cita requerida] aunque esto no se ha podido probar. 
Entre los proyectos efectivamente financiados, se encuentra la publicación del panfleto Crisi, con 200 000 ejemplares distribuidos gratuitamente por voluntarios a lo largo de la geografía catalana. En esta publicación se señalan varias cuestiones, como el problema del cénit del petróleo, la creación del dinero basado en deuda, o la vinculación entre los grandes bancos y los principales partidos políticos y medios de comunicación. Posteriormente se publicó Podemos! (vivir sin capitalismo), con el mismo formato y medio de distribución,  con 350 000 ejemplares,  esta vez, por todo el territorio nacional. En esta segunda publicación se plantean alternativas concretas y reales a todo lo denunciado anteriormente (banca, alimentación, transporte, etc).

## Los hechos
El 17 de septiembre de 2008, Enric Duran da a conocer el artículo titulado «He “robado” 492 000 euros a quienes más nos roban para denunciarlos y construir alternativas de sociedad» por medio de internet y de la publicación Crisi (Crisis en catalán).
En el artículo explica el procedimiento seguido. Enric pidió 68 préstamos diferentes a 39 entidades financieras con las excusas más diversas; comprar un coche, reformar su casa, etc. Además creó una empresa fantasma y falsificó algunos documentos necesarios para justificar ingresos. Así consiguió que el sistema de control de créditos no detectara este endeudamiento exagerado.
Al publicar su acción, anunció también que se trasladaría a otro continente para mantener su libertad frente a las posibles denuncias. Para ello, se reservó, según sus propias palabras, 8000 euros del dinero «expropiado» para sobrevivir durante el tiempo que fuera necesario. Sin embargo no descartaba ir a prisión, en caso de juzgarlo oportuno, como medio de dar más resonancia a su protesta.
En un principio, algunos de los bancos estafados comunicaron que las cantidades estafadas eran pequeñas. El director general de Caixa Sabadell, Jordi Mestre, explicó en un comunicado que estaban a la espera de que la Fiscalía catalana realizara alguna actuación. Sin embargo, la Fiscalía anunció que esperaría a las denuncias para abrir diligencias. Algunas entidades reconocieron en contactos informales con la policía catalana la veracidad de esta estafa. La primera empresa en denunciar fue la multinacional francesa de hipermercados Carrefour
El 17 de octubre de 2008, un mes después de publicar la «estafa», emitió un comunicado en el que, ante la falta de proceso contra él, se preguntaba si las entidades implicadas no querrían acallar el caso. En este comunicado, titulado «Puesto que se ha demostrado quienes son los que roban, pronto volveré a la actividad pública», denuncia las ayudas de dos billones de euros otorgadas por los gobiernos de los EE. UU. y la UE al sector financiero con dinero público. En él afirma que «se ha demostrado que políticos y banqueros van de la mano, para expoliar la riqueza de la gente». Por último anunció que, ante el intento de silenciarle, saldría de la clandestinidad y volvería a la actividad pública al cabo de poco tiempo. Por otro lado, ante el escepticismo de algunos sectores, publicó un vídeo en el que daba un paseo virtual por las cuentas ligadas a los créditos con la intención de probar la veracidad de la acción anunciada.
El mismo día 17, 18 entidades financieras denunciaron por impago a Enric Duran. Algunas entidades además habían enviado cartas al activista recordándole sus deudas y avisándole de su inclusión en el fichero de morosos de la Asociación Nacional de Establecimientos Financieros de Crédito (Asnef) o en Badexcug.

## Regreso y detención
En una serie de entrevistas, Duran anunció que volvería a Cataluña el 17 de marzo de 2009 pese a las denuncias interpuestas por varias entidades financieras. Su intención era con ello participar, seis meses después de anunciar su acción, en las eventuales respuestas que se dieran por parte de los movimientos sociales y la sociedad a la profundización de la crisis económica.
El día 17 de marzo de 2009 salió a la luz un nuevo panfleto: Podemos! vivir sin capitalismo donde se planteaban una serie de alternativas al sistema capitalista. Ese mismo día fue detenido por la policía autonómica catalana, acusado de los delitos antes mencionados. La detención se produjo en la central de la Universidad de Barcelona la víspera de su polémico desalojo por parte de la policía autonómica catalana. Hasta entonces había permanecido ocupada por estudiantes del movimiento anti-Bolonia. Dos días después, el juzgado número 29 de Barcelona decretó prisión sin fianza para Duran.
A partir de su detención, diversos colectivos, entre ellos la FAVB (Federació d’Associacions de Veïns de Barcelona) y el Observatorio DESC pidieron su liberación por «desproporcionada» y por evidenciar un «doble rasero» en comparación al tratamiento de otras estafas en las que no se decreta prisión preventiva. Por su parte el abogado defensor Àlex Solà, alegó que «no hay indicios suficientes de que su defendido haya hecho una estafa» y que «la prisión por deudas impagadas está abolida en España».

## Impulso a la Cooperativa Integral Catalana
Enric Duran fomentó un «abandono del capitalismo» a través de un día de acción (17 de septiembre del 2009) donde se pusieron en marcha diferentes iniciativas concretas para vivir sin capitalismo, como la huelga de usuarios de bancos
Este mismo día, se distribuyó de manera gratuita una tercera publicación (redactada colectivamente) llamada Queremos.
Sigue su labor de difusión de salida del capitalismo a través del concepto de Cooperativa Integral, desde la fundación de la Cooperativa Integral Catalana.

## Proceso judicial
El 7 de febrero de 2013, Duran solicitó la suspensión de su juicio previsto para el 12 de febrero, alegando diferencias con su abogado. Explicó que fue informado sólo tres semanas antes de la fecha prevista para el juicio y de la respuesta a las pruebas presentadas (con todos los testimonios rechazados) que había sido publicada el 4 de octubre. Ante la imposibilidad de esclarecer esta situación con su abogado, acordaron que él también presentaría su renuncia.
El 8 de febrero, la Audiencia Provincial de Barcelona rechazó la solicitud de aplazamiento del juicio y la renuncia presentada por el abogado defensor, por considerar que la petición buscaba evitar el enjuiciamiento.

El 9 de febrero se inició una campaña de recogida de firmas pidiendo a la Audiencia Provincial, a la Fiscalía del Estado y a las 14 entidades bancarias la absolución de Enric Duran.
Duran volvió a dirigirse a la Audiencia con un escrito publicado el 11 de febrero para insistir en su petición de aplazamiento y ampliar los argumentos que justificaban dicha petición.
Enric Duran no se presentó al juicio que debía comenzar el día 12 de febrero, enviando un apoderado que leyó al tribunal un comunicado en el que justifica su incomparecencia. Un allegado al activista leyó a las puertas de la Audiencia el mismo comunicado, en el que el acusado alegó que se estaba vulnerando su derecho a la defensa al prejuzgarlo cuando no le permiten demostrar su argumentación con los testigos que «habían sido escogidos por sus conocimientos y experiencia» y explicó que la apropiación del dinero fue motivada por un «estado de necesidad» que provenía del hecho de conocer información fehaciente que, ya en el 2005, el crédito bancario sin control acabaría en una gran crisis económica que se encarnizaría en contra de los derechos sociales de la mayoría de la población.
La Fiscalía y los abogados de las entidades denunciantes solicitaron su búsqueda e ingreso en prisión mientras su abogado insistió en la aceptación de la renuncia como letrado defensor. El abogado de Duran reprobó la estrategia de su defendido y reconoció no sentirse a gusto defendiéndole pero coincidía con su cliente en solicitar la suspensión del proceso por considerar que Duran no contaba con las garantías mínimas. El día 12 de marzo de 2013, la Audiencia de Barcelona ordena su ingreso en prisión por haber eludido la justicia y no haberse presentado al juicio.

## Impulso de FairCoop
A mediados de 2014, Enric Duran, cocreador del concepto de Cooperativa Integral y cofundador de la Cooperativa Integral Catalana, empezó a desarrollar una idea que culminaría en la FairCoop: una nueva cooperativa abierta de carácter mundial que pretende crear un nuevo sistema económico más equitativo y eficiente.
Tras una intensa investigación en el mundo de las criptomonedas, Enric escogió la Faircoin por sus características e historia, para desarrollar este proyecto y, desde el anonimato, reflotar esta criptomoneda. Junto a otros compañeros de la CIC, de la p2p Foundation (como Michel Bauwens y Stacco Troncoso), y de Dark Wallet (como Amir Taaki y Pablo Martin) consiguió constituir el grupo promotor de esta cooperativa mundial basada en criterios provenientes de la revolución integral, el p2p, la ética hacker, el cooperativismo y el decrecimiento entre otros, así como también en las alternativas experimentadas en economías locales.